# تاباک‌لار (قره‌تاش)
تاباک‌لار (به ترکی استانبولی: Tabaklar) یک منطقهٔ مسکونی در ترکیه است که در قره‌تاش (شهر) واقع شده‌است.